# 7553 Buie
7553 Buie (1981 FG) là một tiểu hành tinh vành đai chính được phát hiện ngày 30 tháng 3 năm 1981 bởi E. Bowell ở trạm Anderson Mesa thuộc Đài thiên văn Lowell.